# 주방콕 홍콩 경제무역대표부
주방콕 홍콩 경제무역대표부(중국어: 香港駐曼谷經濟貿易辦事處, 영어: Hong Kong Economic and Trade Office (Bangkok), 준말: HKETO (Bangkok))는 중화인민공화국 홍콩 특별행정구 정부가 태국 방콕에 설치한 홍콩 경제무역대표부이다.

## 역사
2010년대에 들어서면서 경제 성장에 힘입은 동남아시아 국가 연합(ASEAN, 아세안)이 일본, 미국을 제치고 홍콩에서 2번째로 큰 무역 상대로 떠올랐으며 주싱가포르 홍콩 경제무역대표부의 업무도 점차 늘어났다. 홍콩 특별행정구 정부는 2016년에 인도네시아 자카르타에 주자카르타 홍콩 경제무역대표부를 설립하면서 주싱가포르 대표부에서 관할하던 일부 업무를 주자카르타 대표부에 이관했다.
홍콩 특별행정구 정부는 동남아시아 국가들과의 유대를 강화하고 남아시아 국가들에서 잠재적인 비즈니스 기회를 발굴하기 위해 태국 방콕에 주방콕 홍콩 경제무역대표부를 설립하기로 결정했다. 2019년 2월 28일에 주방콕 홍콩 경제무역대표부가 정식 운영을 시작했고 주자카르타 대표부에서 관할하던 일부 업무가 주방콕 대표부에 이관되었다.
대표부는 태국, 캄보디아, 미얀마, 방글라데시 4개국과 홍콩 간의 관계를 담당한다. 대표부는 경제, 무역, 투자 등 다양한 분야에서 태국과 홍콩 간의 상호 협력을 촉진하고 홍콩과 동남아시아 국가 연합 간의 관계를 촉진하는 역할을 한다.

## 역대 대표
1. 레이성윈 (중국어: 李湘原, 2019년 ~ 현재)

## 같이 보기
- 홍콩 경제무역대표부